# Christian Plantin
Pour les articles homonymes, voir Plantin.
Christian Plantin est un linguiste et un théoricien de l'argumentation français né le 1er janvier 1947. Auteur d'ouvrages d'introduction à visée pédagogique, il a aussi publié des ouvrages théoriques où il propose des schémas d'analyse argumentative et une discussion notamment des théories Stephen Toulmin.
Directeur de recherche au CNRS, il a également été directeur de collection aux Éditions Kimé. Il a traduit un ouvrage de John Woods et Douglas Walton sur les paralogismes et coordonné la traduction de la Nouvelle dialectique (1996) des spécialistes néerlandais de l'argumentation Franz van Eemeren et Rob Grootendorst. Dans la ligne de la nouvelle rhétorique de Chaïm Perelman, Plantin fait paraître en 1995 un « Que sais-je ? » sur l'argumentation aux PUF.

## Publications
- Argumenter. De la langue de l'argumentation au discours argumenté, Paris, Centre national de documentation pédagogique, 1989.  (ISBN 2-240-00143-7)
- Essais sur l'argumentation. Introduction à l'étude linguistique de la parole argumentative, Paris, Éditions Kimé, Argumentation et sciences du langage, 1990.  (ISBN 2-908212-04-8)
- Les émotions dans les interactions, Lyon, Presses Universitaires de Lyon, 2000.  (ISBN 2-7297-0639-9), avec Marianne Doury et Véronique Traverso
- L'argumentation, Paris, Seuil, 1996.  (ISBN 2-02-022956-0)
- L'argumentation. Histoire, théories et perspectives, Paris, Presses universitaires de France, coll. « Que sais-je ? », 2005.  (ISBN 2-13-053421-X)
- Dictionnaire de l'argumentation, Lyon, 2016, ENS éditions.